# 岨谷峡

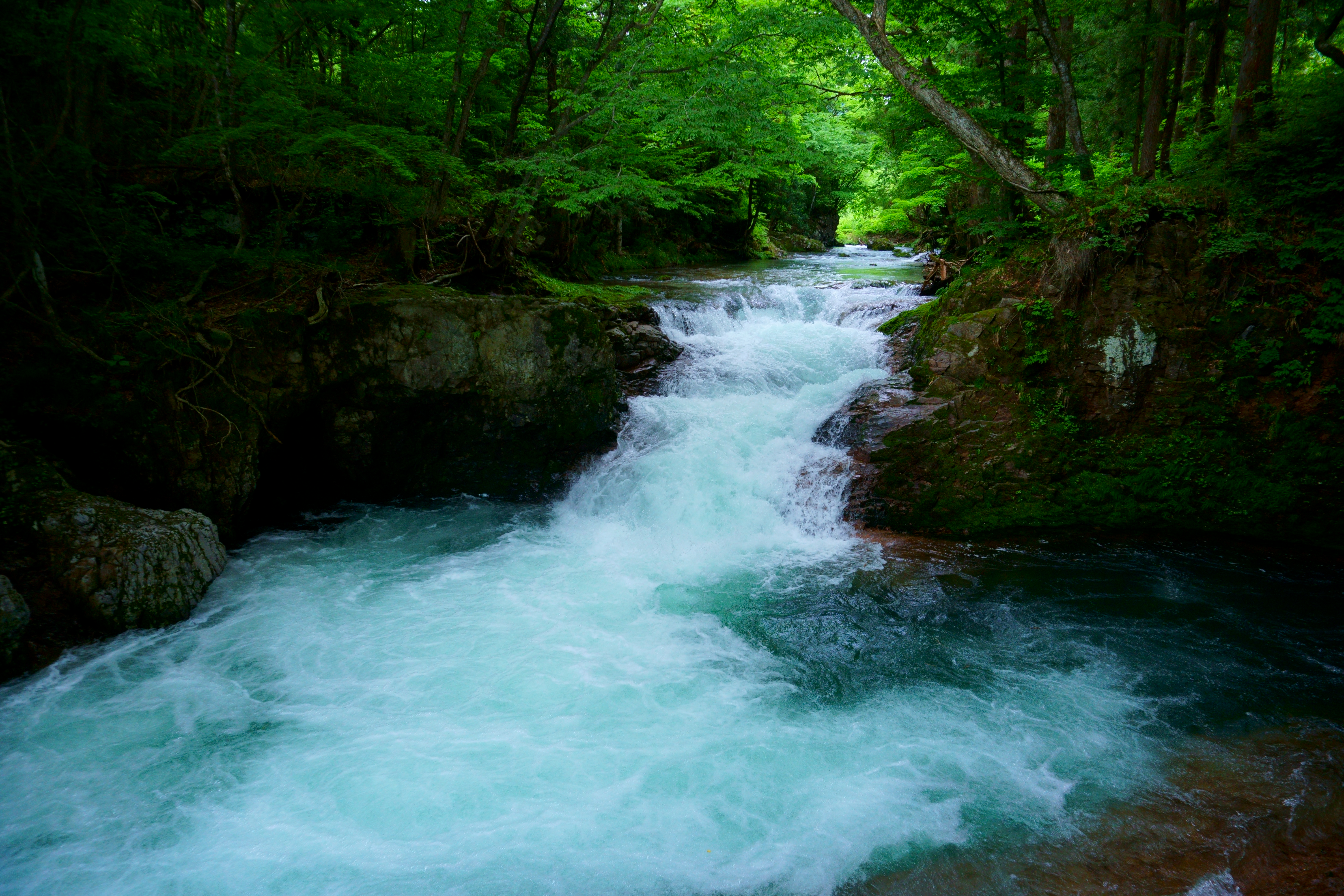
岨谷峡にある布押の滝

岨谷峡（そやきょう/そうやきょう）は、秋田県秋田市河辺岩見に位置する峡谷。雄物川支流の岩見川上流にあることから岩見峡ともいわれる景勝地である。渓谷付近より上流部は「大又川」と呼ばれる。

## 概要
岨谷の「岨」は狭まった険しい土地を指し、名の通り断崖絶壁が300メートル以上に亘って連続する。遠くには出羽山地の山々を望み、紅葉が美しい。また、手付かずの雑木林が至る所に残り、上流には民家もほとんど無く、ダムも設置されていないため、澄み切った清流で知られ、鮎、鱒などが棲息する。昭和30年（1955年～64年）代には秋田三十景にも選定された。
また、一帯は秋田のヘソにも当たり、へそ公園が設けられているほか、旧町名の河辺町の辺と岨谷峡の岨を取って、辺岨神社が建てられている。太平山県立自然公園の一角。

## ギャラリー

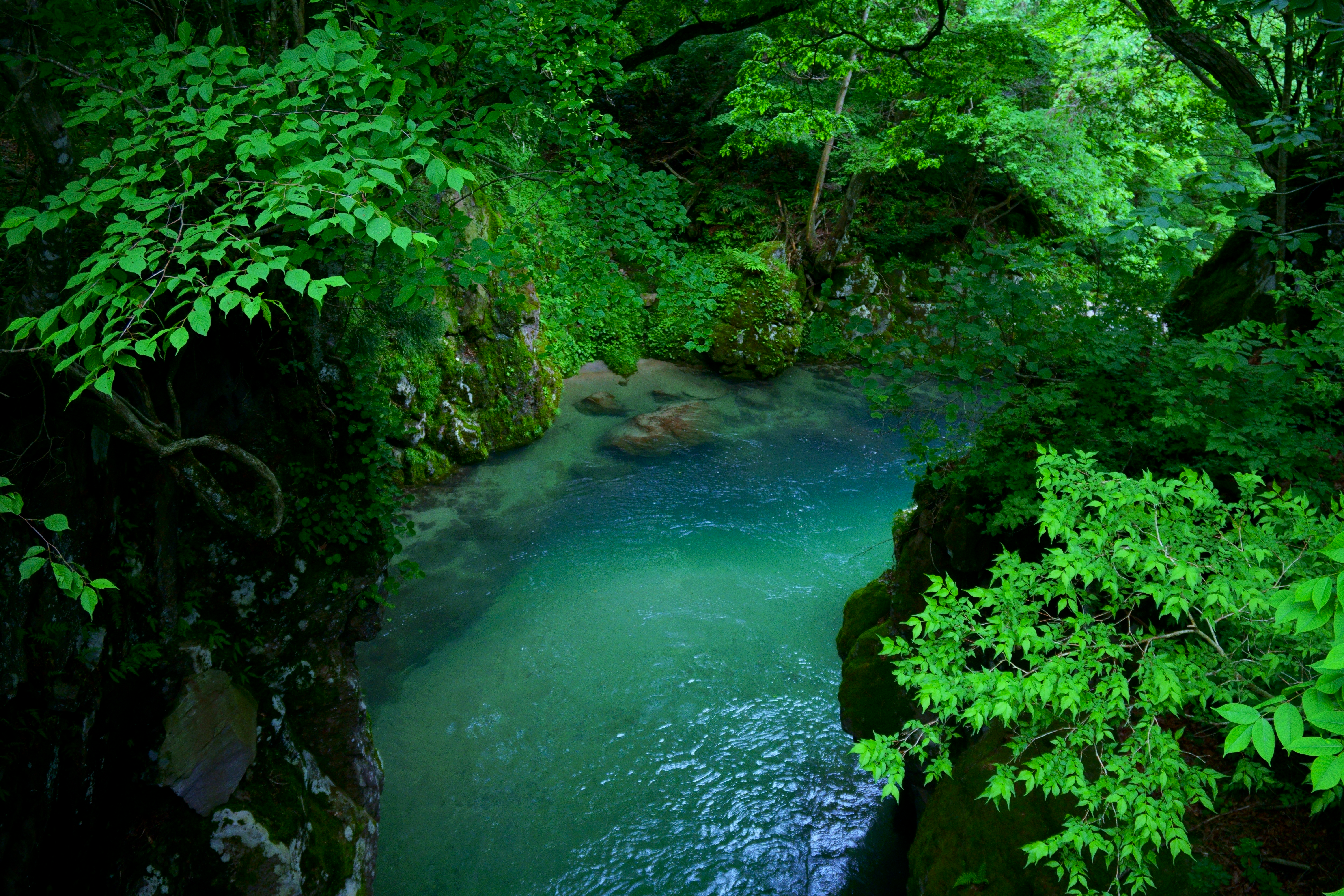
殿渕の流れ
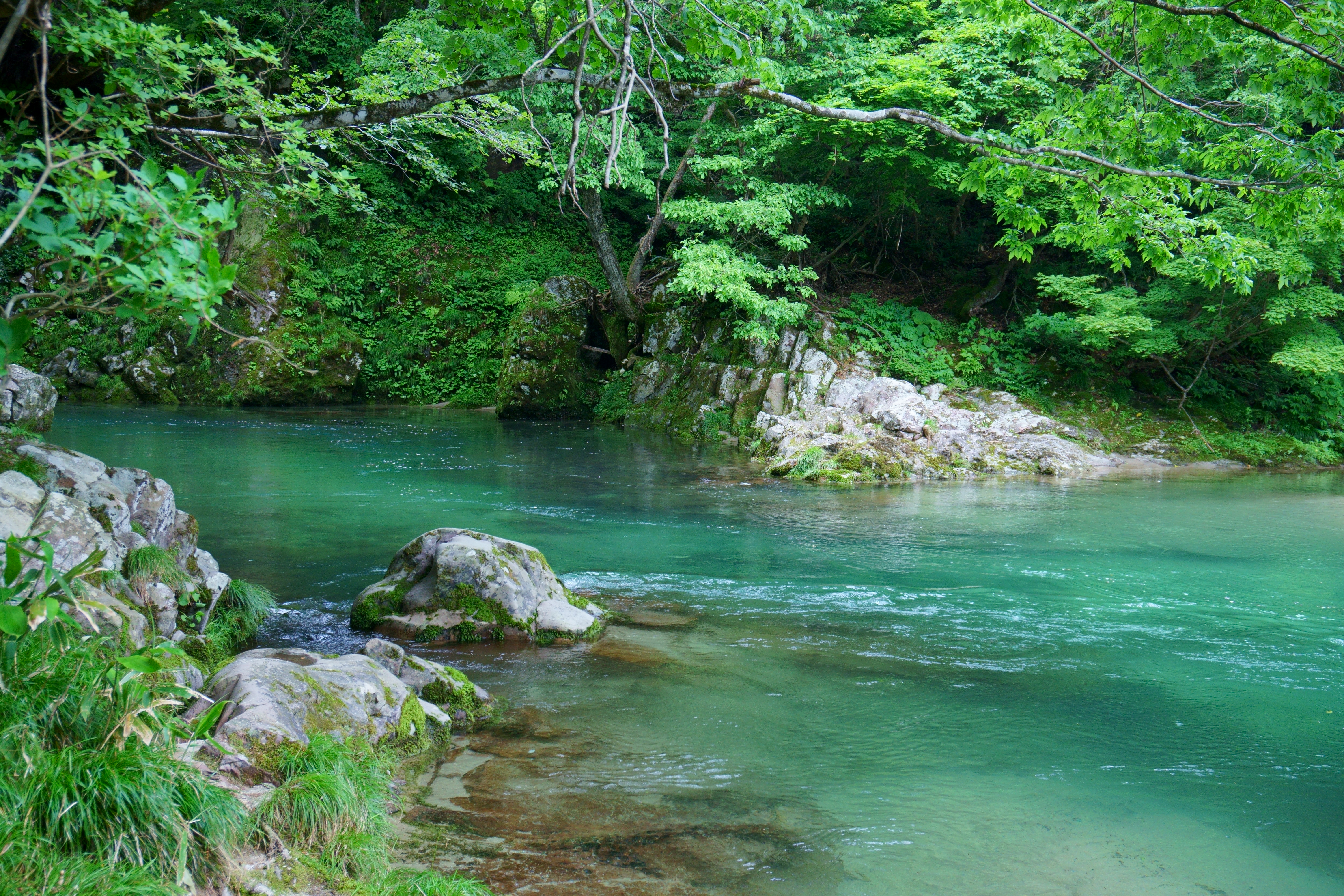
殿渕の流れ
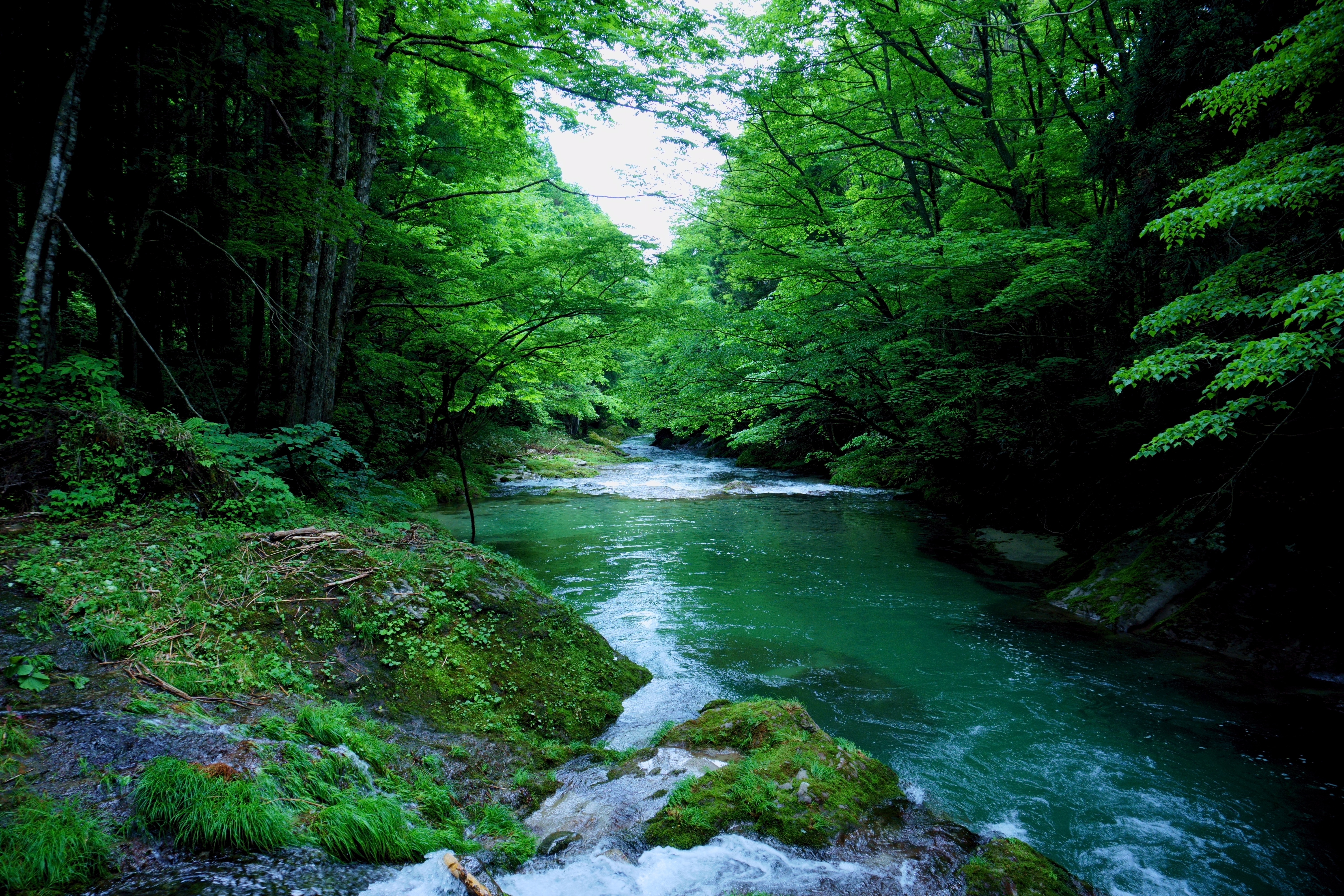
舟作の流れ